# Parc naturel Haute-Sûre Forêt d'Anlier
Le parc naturel Haute-Sûre Forêt d'Anlier est un parc naturel situé dans la province de Luxembourg, en Région wallonne (Ardenne belge). D'une superficie de 833 kilomètres carrés, il s'étend sur le territoire des communes de Bastogne, Vaux-sur-Sûre, Fauvillers, Habay, Martelange, Léglise et Neufchâteau. 

## Description
Le paysage du parc est caractérisé par le bassin hydrographique de la Sûre, avec ses vallées encaissées, et les vastes forêts de feuillus du massif de la forêt d'Anlier. Plusieurs zones au sein du parc bénéficient d'une protection européenne au titre du réseau Natura 2000, notamment la forêt d'Anlier elle-même. 
Le symbole du parc est la cigogne noire. Ce parc naturel est contigu au parc naturel de la Haute-Sûre situé au Luxembourg.

## Images

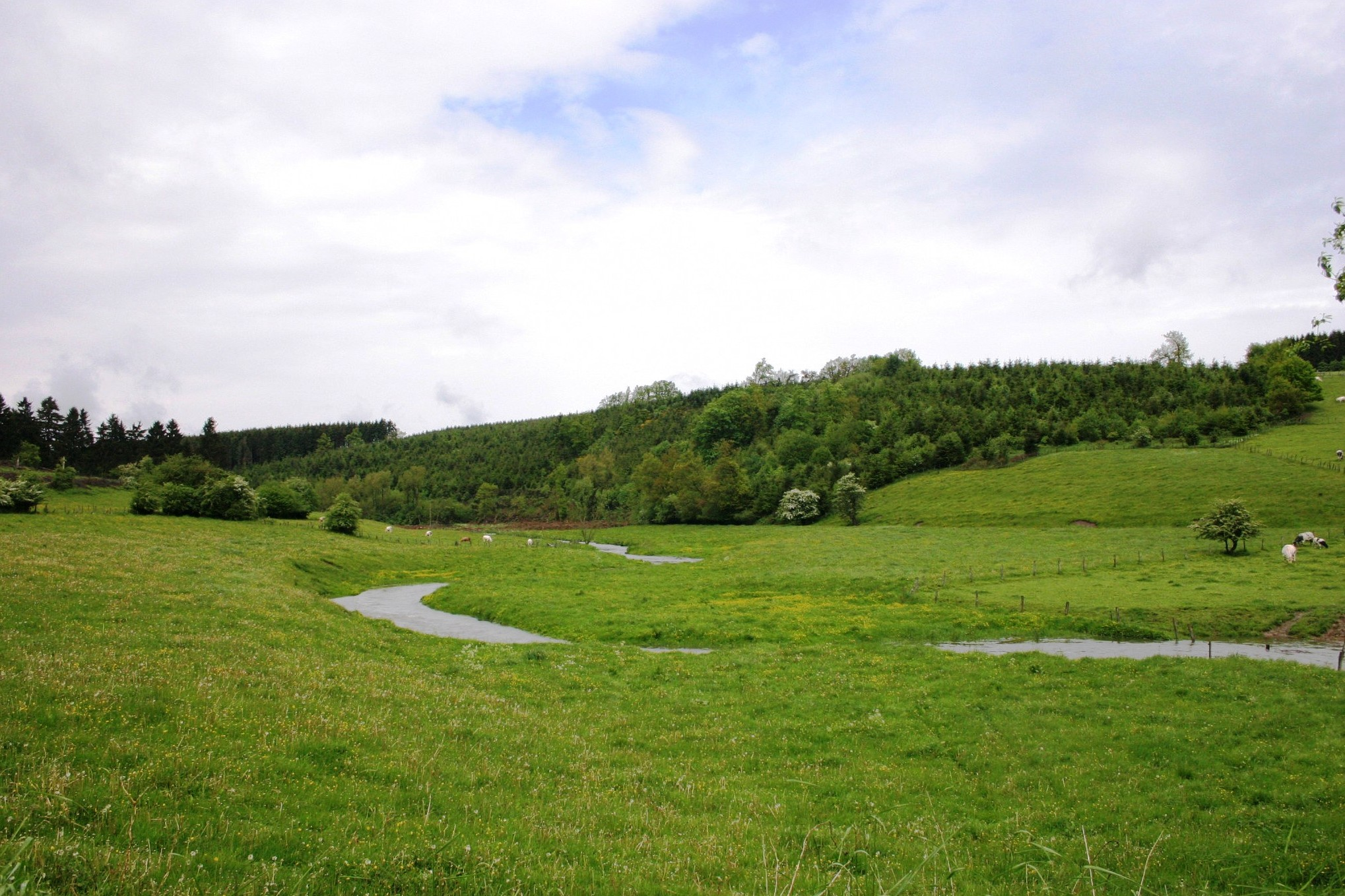
Sûre à Winville
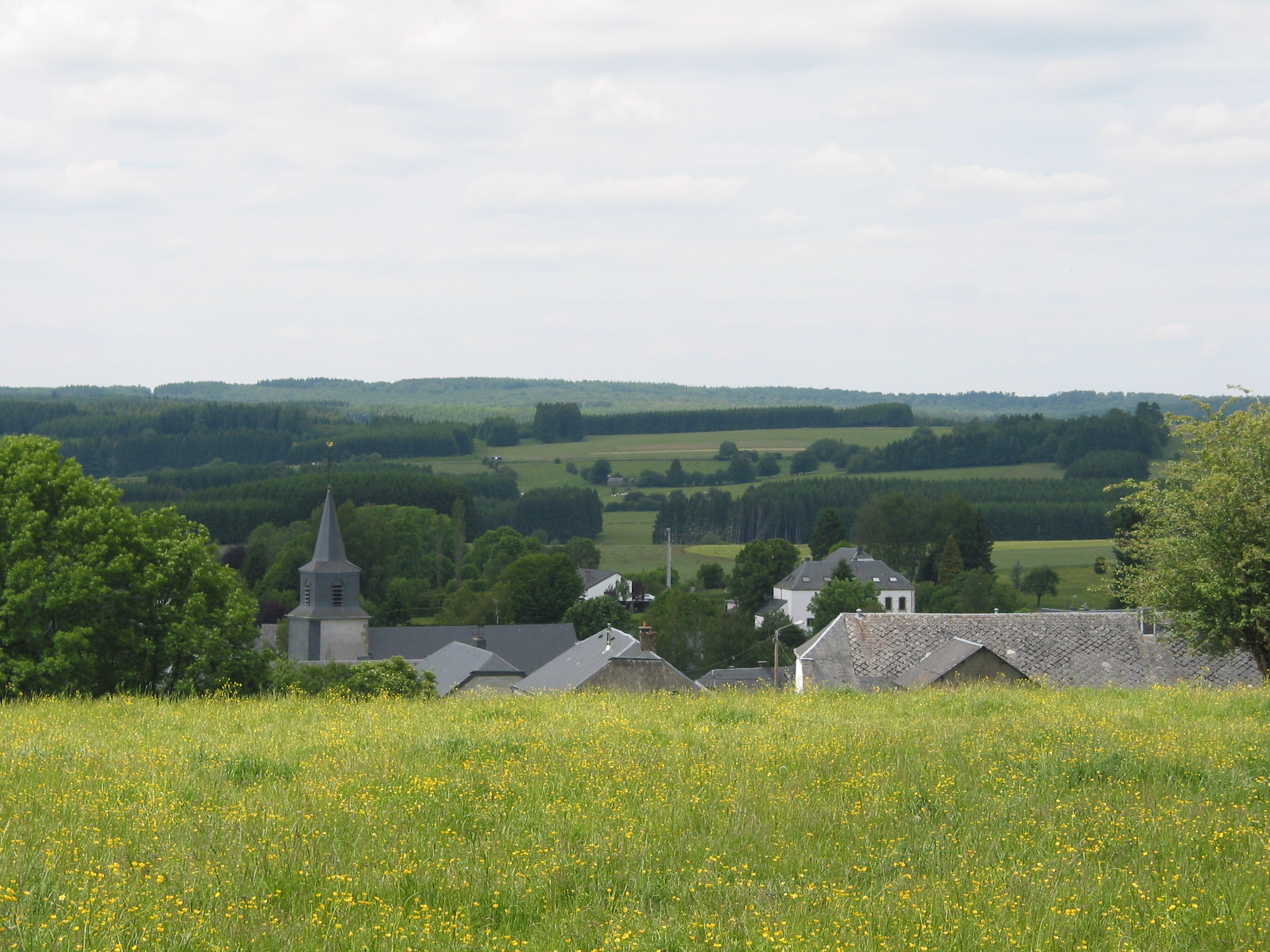
Le village d'Anlier